# Panjevac (gmina Despotovac)
Panjevac (cyr. Пањевац) – wieś w Serbii, w okręgu pomorawskim, w gminie Despotovac. W 2011 roku liczyła 518 mieszkańców.